# Svedbergstjärnen, Hälsingland
Svedbergstjärnen är en sjö i Ljusdals kommun i Hälsingland och ingår i Delångersåns huvudavrinningsområde.